# Rut Cronström
Rut Anna Matilda Cronström, även Rut Cronström-Cloffe, född 18 december 1923 i Vadstena, Östergötlands län, död 2 december 2010 i Engelbrekts församling, Stockholm
, var en svensk skådespelare inom film och teater.
Hon gifte sig 1952 med scenografen Carl-Olov Cloffe, med vilken hon fick två barn. Äktenskapet slutade i skilsmässa 1961.

## Filmografi
- 1943 – Anna Lans
- 1944 – Klockan på Rönneberga
- 1953 – Vingslag i natten
- 1954 – Seger i mörker
- 1956 – Sjunde himlen
- 1994 – I morgon, Mario
- 1999 – Jakten på en mördare (TV-serie)
- 2010 – Den milda smärtan

## Teater

### Roller (ej komplett)
| År   | Roll                 | Produktion                                                                  | Regi                | Teater                           |
| ---- | -------------------- | --------------------------------------------------------------------------- | ------------------- | -------------------------------- |
| 1945 | Barthenoide          | Cyrano de Bergerac Edmond Rostand                                           | Sandro Malmquist    | Malmö Stadsteater                |
| 1945 |                      | Det var en gång Holger Drachmann                                            | Arne Lydén          | Malmö stadsteater                |
| 1946 |                      | Lyckan kommer Alf Henrikson                                                 | Sam Besekow         | Malmö stadsteater                |
| 1946 |                      | Tolvskillingsoperan Bertolt Brecht och Kurt Weill                           | Sandro Malmquist    | Malmö stadsteater                |
| 1948 |                      | Antigone Jean Anouilh                                                       | Stig Torsslow       | Malmö Stadsteater                |
| 1948 |                      | Vår lilla stad Thornton Wilder                                              | Gösta Folke         | Malmö Stadsteater                |
| 1948 |                      | Streber Stig Dagerman                                                       | Bengt Ekerot        | Malmö Stadsteater                |
| 1950 |                      | Edward, min son Robert Morley och Noel Langley                              | Gösta Folke         | Riksteatern                      |
| 1950 | Ruth                 | Mannen Mel Dinelli                                                          | Per Gerhard         | Norrköping-Linköping stadsteater |
| 1950 |                      | De rättrådiga Albert Camus                                                  | Johan Falck         | Norrköping-Linköping stadsteater |
| 1950 |                      | Drömflickan Elmer Rice                                                      | Per Gerhard         | Norrköping-Linköping stadsteater |
| 1951 |                      | Blodsbröllop Federico García Lorca                                          | Johan Falck         | Norrköping-Linköping stadsteater |
| 1951 |                      | Å, en sån dag Dodie Smith                                                   | Gerda Wrede         | Norrköping-Linköping stadsteater |
| 1951 | Dorothy Rigi         | Det gäller miljonen Roger MacDougall                                        | Gerda Wrede         | Norrköping-Linköping stadsteater |
| 1951 | Storfurstinnan Swana | Rött månsken Melchior Lengyel och Marc-Gilbert Sauvajon                     | Johan Falck         | Norrköping-Linköping stadsteater |
| 1951 |                      | Robespierre Rudolf Värnlund                                                 | Johan Falck         | Norrköping-Linköping stadsteater |
| 1951 |                      | Familjens ära Louis Verneuil                                                | Thore Wallengren    | Norrköping-Linköping stadsteater |
| 1951 |                      | Premiär nästa måndag Philip King                                            | Gunnar Skoglund     | Norrköping-Linköping stadsteater |
| 1952 | Kay Conway           | I dag och i morgon J. B. Priestley                                          | Johan Falck         | Norrköping-Linköping stadsteater |
| 1952 | Astrid               | Swedenhielms Hjalmar Bergman                                                | Johan Falck         | Norrköping-Linköping stadsteater |
| 1952 | Jacqueline           | Lorden från gränden L Arthur Rose och Noel Gay                              | Nils Poppe          | Norrköping-Linköping stadsteater |
| 1953 |                      | Peer Gynt Henrik Ibsen                                                      | Johan Falck         | Norrköping-Linköping stadsteater |
| 1953 | Belle                | Ljuva ungdomstid Eugene O’Neill                                             | Rune Carlsten       | Norrköping-Linköping stadsteater |
| 1972 | Claire Marshall      | Skulle det dyka upp fler lik är det bara å ringa (Busybody) Jack Popplewell | Stig Ossian Ericson | Riksteatern                      |
| 1983 | Martha               | Vem är rädd för Virginia Woolf? Edward Albee                                | Lennart Kollberg    | Riksteatern                      |
| 1984 |                      | Tango Sławomir Mrożek                                                       | Stig Ossian Ericson | Riksteatern                      |
| 1991 |                      | Huck Finn Mark Twain                                                        | Thomas Oredsson     | Örebro länsteater                |